# Tunnel Unisławski
Der Tunnel Unisławski, früher Langwaltersdorfer Tunnel ist ein Eisenbahntunnel der Bahnstrecke Wałbrzych Szczawienko–Meziměstí in der Woiwodschaft Niederschlesien in Polen.

## Beschreibung
Der Tunnel liegt auf der Bahnstrecke Wałbrzych Szczawienko–Meziměstí zwischen den Betriebsstellen Boguszów-Gorce (früher: Gottesberg) und Unisław Śląski (früher: Langwaltersdorf). Er unterquert den Kamm des Waldenburger Berglandes östlich des Dzikowiec Wielki (Großer Wildberg). Er hat eine Länge von 262 Metern und hat ein zweigleisiges Profil. 
Im Tunnel lag immer nur ein Gleis. Von 1914 bis 1945 war die Strecke mit Oberleitung elektrifiziert. Wegen des dafür notwendigen Lichtraumprofils ist das sonst bahnlinks trassierte Streckengleis im Tunnel zur Tunnelmitte hin verschoben.

## Geschichte

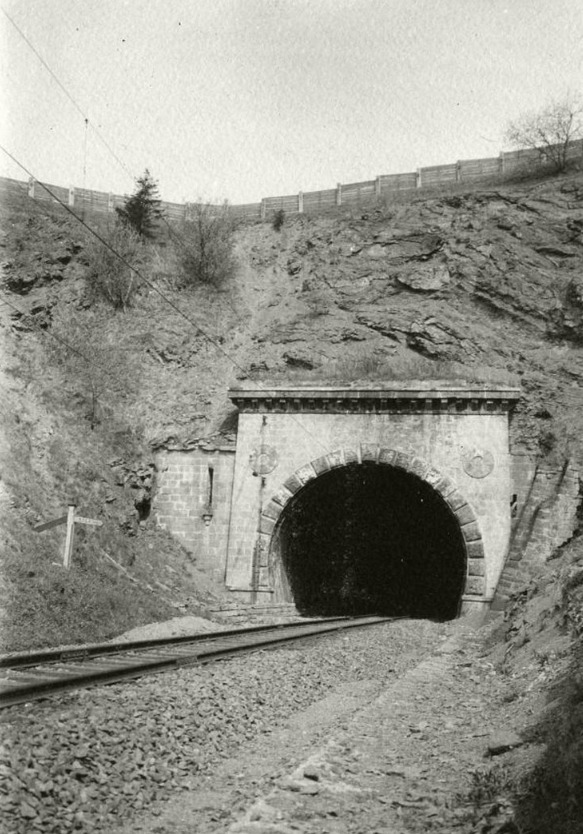
Südportal nach der Elektrifizierung (undatiert)

Der Bahnstrecke wurde am 15. Mai 1878 eröffnet. 
Im Jahr 1912 wurde ein Auftrag für eine Entwässerung des Tunnels ausgeschrieben.
In den 1980er Jahren führte die Firma Zakład Robót Górniczych aus Lubin einige Instandsetzungsarbeiten aus. 
Im Jahr 2025 soll der Tunnel grundlegend erneuert werden. Wegen des baufälligen Zustands besteht dort derzeit eine Langsamfahrstelle von 20 km/h. Nach der Instandsetzung soll die Streckengeschwindigkleit auf 100 km/h angehoben werden.